# ヴィオラ・ポンポーサ
ヴィオラ・ポンポーサ（イタリア語: viola pomposa）は18世紀に使用されていた5弦のヴィオラ。調弦は c–g–d′–a′–e″ 即ち通常のヴィオラに高音弦を追加したものか、あるいは d–g–d′–g′–c″と考えられる。1720年代半ばから1770年頃まで使われていた。
ヴィオラ・ポンポーサのための作品は、ゲオルク・フィリップ・テレマンの『フルートとヴィオラ・ポンポーサあるいはヴァイオリンのためのデュエット』が2つ、ヨハン・ゴットリープ・グラウンの2つの協奏曲、ヨハン・ゴットリープ・ヤーニチュの2つの室内ソナタ、クリスティアン・ヨーゼフ・リダルティの通奏低音付きソロ・ソナタが現存する。
18世紀後半の幾人かの著述家は誤ってヨハン・ゼバスティアン・バッハがこの楽器を発明したとしているが、これはライプツィヒのJ.C.ホフマンがバッハのために製作したヴィオロンチェロ・ピッコロと混同したためと考えられる。
バッハにまつわる18世紀の記述はヴィオラ・ポンポーサをチェロの音域の楽器としているが、多くの研究者はそれに否定的である。
1914年、リッカルド・ザンドナーイはオペラ『フランチェスカ・ダ・リミニ』において中世風の雰囲気をかもしだすためにリュートやピッフェロとともにヴィオラ・ポンポーサを使用した。